# Котоїт
Котоїт (рос. котоит; англ. kotoite; нім. Kotoit m) — мінерал, ортоборат магнію.

## Етимологія та історія
Котоїт був вперше виявлений у золото-мідно-бісмутовому руднику «Хол-Коль» („Hol Kol“) у північнокорейській провінції Хванхе-Пукто в повіті Суан-гун (Suan-gun) і описаний у 1939 році Такео Ватанабе, який назвав мінерал на честь Бунджіро Кото (1856-1935), який працював геологом і петрографом у Токійському університеті та досліджував рудні родовища Хол Кол (Hol Kol) у Північній Кореї.
Ватанабе провів необхідні роботи для аналізу та опису мінералу в мінералого-петрографічному інституті Берлінського університету.

## Загальний опис
Хімічна формула: Mg3[BO3]2. Структурно відноситься до острівних боратів.
Містить (%): MgO — 63,46; B2O5 – 36,54.
Сингонія ромбічна. 
Густина 3,1.
Твердість 6,75.
Безбарвний і прозорий. Але також може виглядати білим через багаторазове заломлення світла через утворення полікристалів.
Блиск скляний. У шліфах безбарвний.
Утворює масивні зернисті агрегати, зустрічається у вигляді вкраплених зерен. 
Важливий промисловий мінерал бору. 
Асоціація: форстерит, кліногуміт, людвігіт, шпінель, флюоборит, ашарит, суаніт, варвікіт, флюоборит та ін. Рідкісний.
Типовий матеріал: Музей природничої історії, Лондон, Англія, 1938, 1286; Гарвардський університет, Кембридж, Массачусетс, 94750; Національний музей природознавства (Вашингтон),
Округ Колумбія, США, 103502.

## Розповсюдження
Утворюється в контактній зоні багатих магнієм родовищ скарнових боратів. Накопичується в зоні контакту гранітних інтрузій з доломітами.
Розповсюдження: з шахти Hol Kol, приблизно за 75 км на південний схід від Пхеньяну, Північна Корея. Префектура Івате, Японія. Провінція Хунань, провінція Гуйчжоу, Китай. У Забайкаллі, Республіка Саха (РФ). Поблизу Туріна, Італія. У США — штати Вашингтон, Юта.
В Україні котоїт може входити до складу борних руд і рудопроявів, які зафіксовані в Дніпровсько-Донецькій та Причорноморській западинах, Індоло-Кубанському, Закарпатському і Передкарпатському прогинах.